# O Homem do Sputnik
O Homem do Sputnik é um filme de comédia brasileiro de 1959, dirigido por Carlos Manga. Em novembro de 2015, o filme entrou na lista feita pela Associação Brasileira de Críticos de Cinema (Abraccine) dos 100 melhores filmes brasileiros de todos os tempos. Foi listado por Jeanne O. Santos, do Cinema em Cena, como "clássico nacional".

## Enredo
O filme narra as peripécias de um homem simples que pensa que o satélite russo Sputnik 1 caiu no galinheiro de um sítio. A notícia se espalha e ele é perseguido por espiões de todos os tipos até que a verdade vem à tona. O estreante Jô Soares, ainda como "Joe" Soares, faz o papel de um espião americano no Brasil. A inclusão desse espião fez com que o diretor Carlos Manga perdesse uma bolsa de estágio nos EUA. O filme teria sido visto por 15 milhões de espectadores.

## Elenco
- Oscarito - Anastácio
- Cyll Farney - Nelson / Jacinto Pouchard
- Zezé Macedo - Cleci
- Norma Benguell - B.B.
- Jô Soares - Espião americano
- Alberto Pérez - Jornalista
- Neide Aparecida - Dorinha
- Hamilton Ferreira - Chefe dos espiões soviéticos
- Fregolente - Diretor do jornal
- Heloísa Helena - Dondoca
- Luiz Gilberto Tozzi - Monsieur Ping Pong
- Grijó Sobrinho - Monsieur Rififi
- Abel Pêra - Diretor do Departamento de Pesquisas Interplanetárias
- Labanca - Soviético
- César Viola - Francês
- Tutuca - Americano
- Riva Blanche - Garota-propaganda
- Nestor de Montemar - Americano
- Abdias do Nascimento - Pacheco

## Legado
Além das diabruras de Oscarito, o filme ficou conhecido pela ótima paródia de Brigitte Bardot, feita por Norma Bengell.